# Бризбън Ентъртейнмънт Център
Бризбън Ентъртейнмънт Център е зала, намираща се в Бундал, предградие на Бризбън, щата Куинсланд, Австралия. Построена през 1986 г., от Общинския съвет на Бризбън, главно се използва за спортни мероприятия и забавление. Има капацитет от 500 до 14 500 места и е част от спортния комплекс Стейдиъмс Куинсланд. Аншутц ентъртейнмънт Груп е собственик на съоръжението.